# Петьковщина
Петьковщина (бел. Пецькаўшчына) — упразднённая деревня в Брагинском районе Гомельской области Беларуси. Входила в состав Сперижского сельсовета.
После катастрофы на Чернобыльской АЭС и радиационного загрязнения жители (32 семьи) переселены в 1986 году в чистые места.

## География

### Расположение
В 12 км на юг от Брагина, 41 км от железнодорожной станции Хойники (на ветке Василевичи — Хойники от линии Калинковичи — Гомель), 131 км от Гомеля.

### Гидрография
На востоке пойма реки Брагинка.

## Транспортная сеть
Планировка состоит из прямолинейной улицы, ориентированной с юго-востока на северо-запад. Застроена деревянными домами усадебного типа

## История
Известна с начала XX века как хутор в Брагинской волости Речицкого уезда Минской губернии.
В 1931 году организован колхоз. Во время Великой Отечественной войны в мае 1943 года фашисты сожгли 21 двор. В 1959 году входила в состав колхоза «Заветы Ленина» (центр — деревня Ясени).
В 2005 году деревня Петьковщина Сперижского сельсовета исключена из данных по учёту и регистрации административно-территориальных и территориальных единиц как фактически несуществующий населённый пункт.

## Население

### Численность
- 1986 год — жители (32 семьи) переселены

### Динамика
- 1906 год — 14 дворов, 108 жителей
- 1930 год — 23 двора, 257 жителей
- 1940 год — 27 дворов
- 1959 год — 108 жителей (согласно переписи)
- 1986 год — жители (32 семьи) переселены